# バッド・ブレインズ
バッド・ブレインズ（Bad Brains）とは、1978年にメリーランド州プリンス・ジョージ・カウンティで結成されたロックバンド。初期はハードコア・パンクのオリジネイターとして、後にはレゲエ、ヘヴィメタルの要素も取り入れた、ミクスチャー・ロックの先駆けとして名を馳せた。また、メンバー全員が黒人のロック・バンドとして、初めて大きな音楽的影響力を持ったバンドである。バンド名は、ラモーンズの4枚目のアルバム『ロード・トゥ・ルーイン』の収録曲「バッド・ブレイン」から。

## オリジナル･メンバー
- H.R.[2]（エイチアール、本名Paul Hudson ポール･ハドソン） - ヴォーカル
- ドクター・ノウ（Dr.Know, 本名Gary Miller ゲイリー･ミラー） - ギター
- ダリル・ジェニファー（Darryl Jenifer） - ベース
- アール・ハドソン（Earl Hudson, H.R.の弟）- ドラムス

## 経歴

### ワシントンD.C.時代
高校で知り合った後の中心メンバー4人に、シド・マックレイを加えた5人編成バンド、『マインド・パワー（Mind power）』を母体とする。
当時は、ウェザー・リポートなどのフュージョン系のコピーを行っていた。
その折、マックレイの紹介でラモーンズ、セックス・ピストルズの音源に触れ、大きな衝撃を受ける。バンドは、すぐさま音楽志向をパンク・ロックに変更。トラブルのあったマックレイを除いた4人編成のバンド「バッド・ブレインズ」に変身する。
当初は、ピストルズやイーターなどをコピーしていたが、程なくオリジナル曲を作るようになり、ワシントンD.C.に進出して多くのライブを行う。「ラモーンズを手本に、より進化したい」との思いから、曲は高速化。さらにフュージョン系のコピーで養った高い演奏技術を元に、単なる3コードの繰り返しではない、多彩な曲を演奏し、次第に人気を獲得していく。H.R.の激しいパフォーマンスも話題をさらった。
バッド・ブレインズのライブは、常に暴動寸前の熱狂を呼び起こし、ライブが終わったあとのクラブでどこかが破壊されていないところは無かった、といわれる。そのため、バンドはD.C.中のクラブから締め出しを食らってしまう。代表曲『Banned in DC』は、このことを題材にした曲である。
この時のバッド・ブレインズに触れて多大な影響を受けた人物には、マイナー・スレット、フガジのメンバーとして、またディスコード・レコードの主宰者としてD.C.ハードコア・シーンの中心的人物となるイアン・マッケイや、ブラック・フラッグのヴォーカリストとなるヘンリー・ロリンズなどがいる。

### ニューヨーク時代
「D.C.立ち入り禁止」となったバッド・ブレインズは、ニューヨークに進出。CBGBにも出演し、ここでも凄まじい熱狂で迎えられた。この頃は定宿を持たず、CBGBの近くに住んでいた当時ザ・マッドのメンバーであったスクリーミング・マッド・ジョージの家に泊めてもらっていた。
1980年、メンバーはふとしたきっかけでボブ・マーリーのライブを観に行き、大きな衝撃を受ける。H.R.とアールの受けた衝撃は特に大きく、ラスタファリ運動に目覚めることになる。もともとザ・クラッシュも好んで聞いていたことから、早速バッド・ブレインズのレパートリーにレゲエが加えられる。ミクスチャー路線の始まりである。
バンドの名声はさらに高まりつつあった。ニューヨークにはバッド・ブレインズを中心としたハードコア・シーンが形成されようとしていた。ダムドと共演した際に実力を認められ、ジョイントしてのイギリス・ツアーを持ち掛けられたり（諸事情により頓挫）、1981年にはザ・クラッシュとも共演した。1982年、ロイアー・レーベルより初のアルバム『Bad Brains』を発表。ホワイトハウスに雷が落ちるジャケット絵と、前代未聞の高速チューンが大きな評判となる。ライナーはヨ・ラ・テンゴのアイラ・カプランが執筆。

### 迷走
ファースト・アルバムを引っさげ、バッド・ブレインズは初の全米ツアーへ出向く。だが、この頃にはH.R.のラスタファリズムへの傾倒は深刻さを増しており、周辺のトラブルも増えていた。それはテキサス州オースティンに赴いた際に重大なものとなる。
共演したバンドのヴォーカリストが同性愛者であることを知ったH.R.は、彼を口汚く罵り、大喧嘩となる。ライブはついに成立することは無かった。比較的同性愛には寛容であったハードコアシーンで、この事件は「バッド・ブレインズは差別主義者」と非難されるのに十分な事柄であり、レゲエへの傾倒が疑問視され始めていた風潮も重なって、これがきっかけとなりバッド・ブレインズのハードコア・シーンにおける評価は急落する。
1983年、カーズのリック・オケイセックのプロデュースによる『Rock for Light』発売。しかしこの頃にはH.R.の関心はレゲエにしか向かなくなっており、アールとともにバンドを脱退してレゲエ・バンドHRを結成。バッド・ブレインズは元フェイス・ノー・モアのチャック・モズレーを加えるが上手くいかず、活動を停止する。

### ミクスチャー・ロックの先駆け
HRの活動も不首尾に終わりつつあった1986年、ブラック・フラッグのグレッグ・ギンのレーベルSSTから誘いを受け、バッド・ブレインズが再結成される。そして発表された『I Against I』は、様々な音楽の要素が溶け合ったミクスチャー・ロックのさきがけとして評価される傑作となった。
これにより再び上昇気流に乗ったと見られたが、契約を申し出たアイランド・レコードに対し、H.R.が同レーベルのマーリーの扱いに不満を爆発させ、再びバンドを脱退。バンドも活動不能となる。1989年には『Quickness』が発表されたが、H.R.のヴォーカル録りが難航を極め、アールも録音に参加しておらず、マッキー・ジェイソンが加入している（ジャケットには、アールの姿が映っている）。 

### 1990年以降
1993年、ドクター・ノウの尽力によりエピック・レコードとの契約を得るが、H.R.とアールは参加せず、ヴォーカルにイスラエル・ジョセフ・アイ、ドラムにジェイソンが参加。『Rise』を発表するが、評価は得られなかった。
その後H.R.とアールが出戻り、1995年に『God of Love』発表。しかし直後のツアーでH.R.が暴力事件を起こし、再び活動停止。1999年に活動を再開する際には『Bad Brains』の名称権すら失っており、ソウル・ブレインズ（Soul Brains）を名乗る。2000年9月、初の来日公演が実現。この時期の音楽性は完全にレゲエ寄り。
2001年には、再びバッド・ブレインズを名乗るようになり、2002年『I & I Survived』、2007年『Build a Nation』発売。H.R.の奇行癖は全く収まっておらず、離脱を繰り返してはイスラエルがサポートに入ったりしているが、バンドのライブ活動は継続されている。

## 主なディスコグラフィー
オリジナル･アルバム
- Bad Brains（1982年）
- Rock for Light（1983年）
- I Against I （1986年）
- Quickness（1989年）
- Rise（1993年）
- God of Love（1995年）
- I & I Survived（2002年）
- Build a Nation（2007年）
- Into the Future（2012年）

初期音源集
- Black Dots（1986年）

ライヴ･アルバム
- Live at CBGB's 1982（2006年）･･･DVD版もある